# ファラロン・キャピタル・マネジメント
ファラロン・キャピタル・マネジメント（Farallon Capital Management, L.L.C.）は、1986年に米国サンフランシスコでトーマス・ステイヤーによって設立された世界有数のアクティビスト。
1980年代から90年代にかけて大学基金・年金基金を顧客に持ち、破綻債権・新興国企業への投資などを通じて成功事例を積み重ね、大手ヘッジファンドとしての地位を確立。2012年、ステイヤーは環境・政治活動に専念するため引退。

## 活動事例
- 東芝[3]
- T&D[4]